# Maravedi
O Maravedi foi uma moeda de ouro cunhada na Península Ibérica, inicialmente pelos Almorávidas. Em Portugal, já designada por Morabitino, foi a primeira moeda de ouro a ser cunhada, sob o reinado de D. Sancho I.
No contexto da Reconquista cristã, com o metal obtido junto aos muçulmanos, as monarquias peninsulares também cunharam os seus "maravedis".
O Império Espanhol também cunhou o maravedi em cobre em diversos valores para serem utilizados em normais transações do dia a dia.

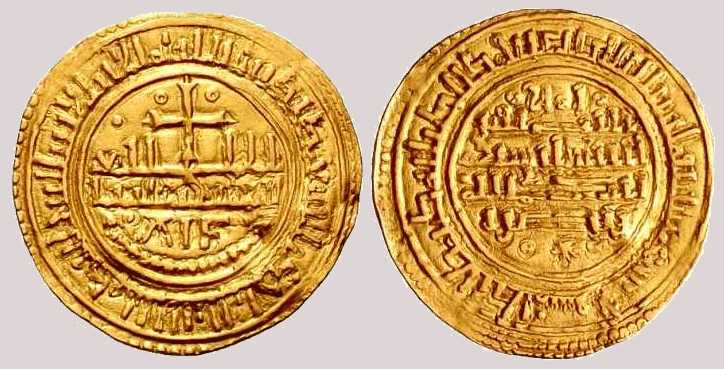
Maravedi de Afonso VIII de Castela (1220), cunhada em Toledo
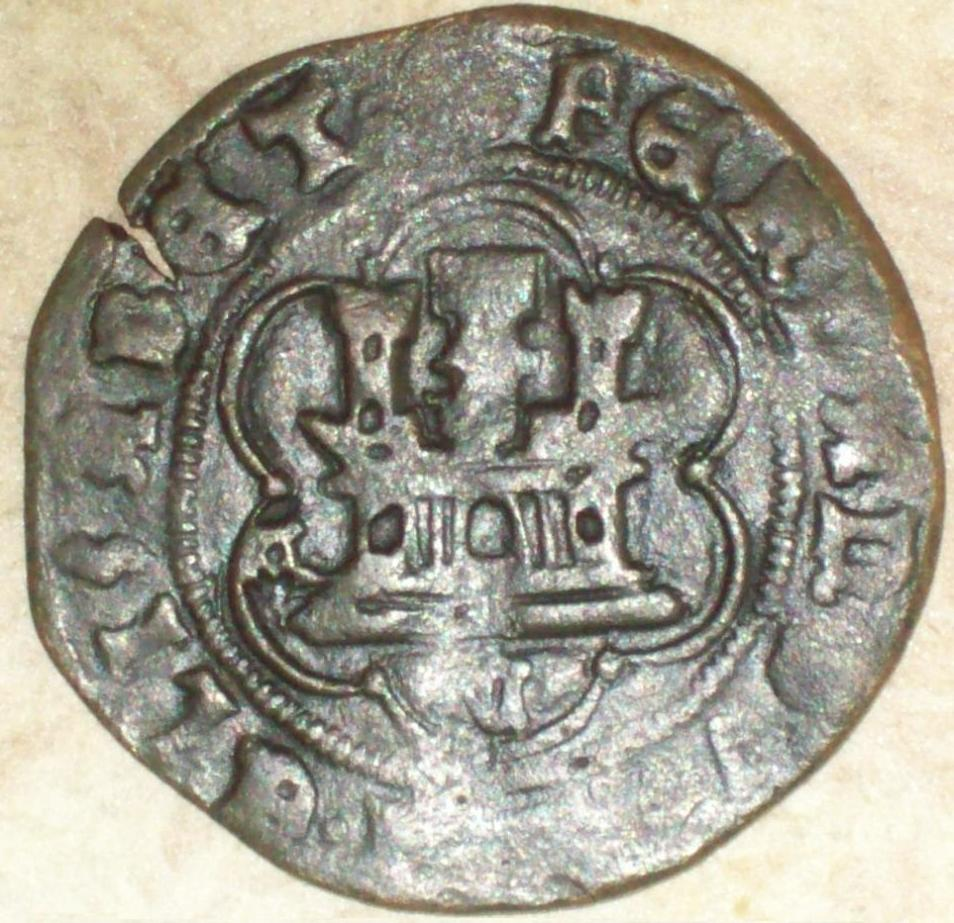
Moeda de 4 maravedis dos Reis Católicos, cunhada em Cuenca
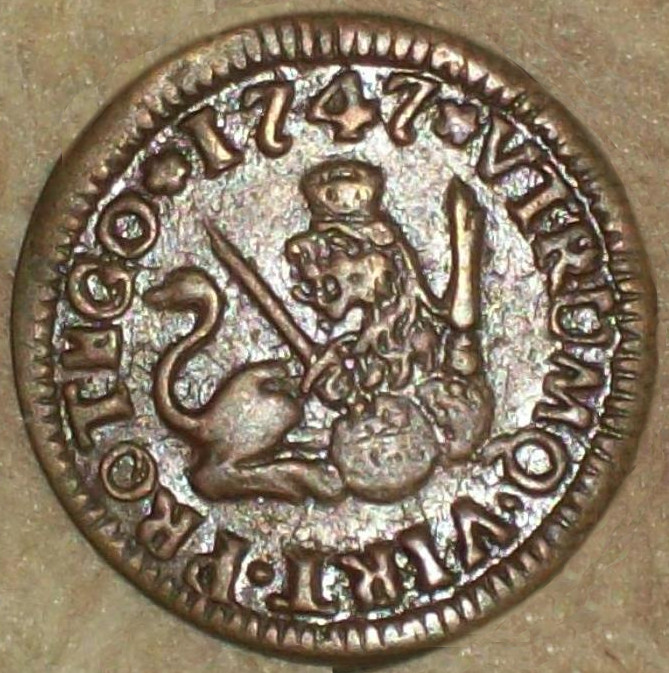
Moeda 1 maravedi de Fernando VI de Espanha (1747), cunhada em Segovia
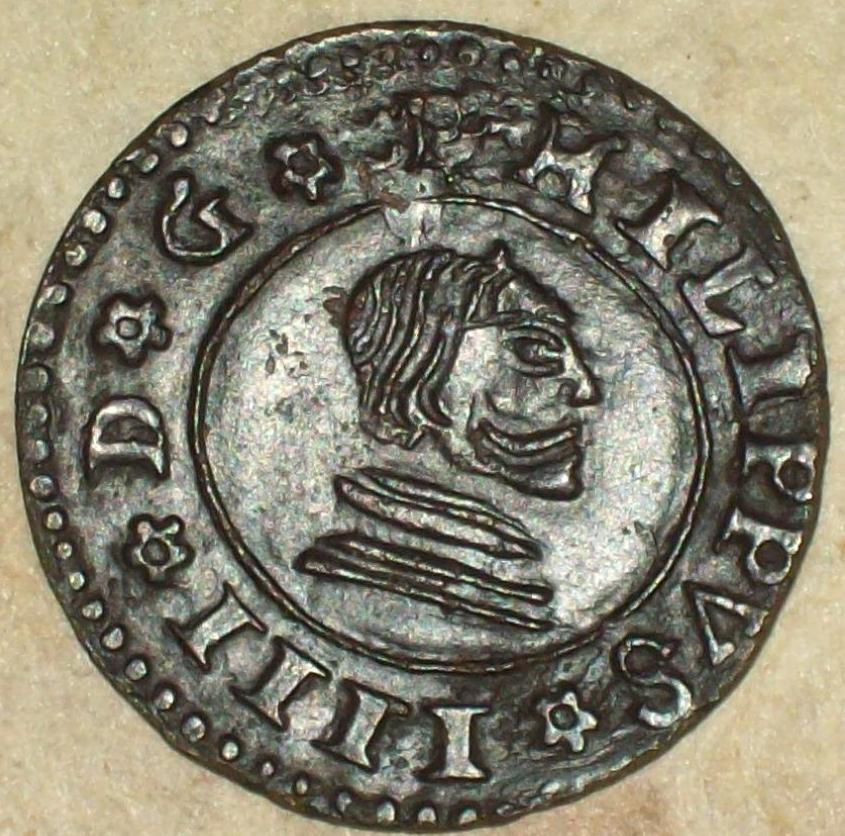
Moeda de 16 maravedis de Felipe IV de Espanha, III de Portugal (1662), cunhada em Sevilha